# BBN Technologies
BBN Technologies (ehemals Bolt, Beranek and Newman Inc.) ist ein US-amerikanisches Unternehmen, das 1948 zur Planung von Akustik gegründet wurde und maßgeblich zur Entwicklung der Informationstechnik beitrug.

## Geschichte
BBN wurde von Richard Bolt und Leo Beranek gegründet, die Professoren am Massachusetts Institute of Technology waren und nach einem Jahr ihren Mitarbeiter Robert Newman beteiligten. Anlass der Partnerschaft war Bolts Überlastung mit seinem Auftrag, die Akustik der Generalversammlung der Vereinten Nationen zu planen. In den 1990er Jahren änderte das Unternehmen seinen Namen in dessen Abkürzung BBN, die seine Tochterunternehmen bereits im Namen führten.
1963 veröffentlichte die Association for Computing Machinery einen Text von Bolt, Beranek and Newman. Er beschreibt die experimentelle Bedienung eines fernen Computers durch Wählen an einem Telefon sowie seine gesprochene Rückmeldung. Aus solchen Untersuchungen der Akustik als Mittel grundlegender Kommunikation resultierte die Kompetenz von BBN bei der Schaffung erster Rechnernetze, deren Machbarkeit mittels bestehender analoger Telefonnetze nachgewiesen werden musste.
1969 realisierte BBN den Interface Message Processor, der nicht nur das erste Rechnernetz ermöglichte, sondern auch die Nutzbarkeit des späteren Internet mit unterschiedlichsten Geräten. Auch die frühe Analyse eines Denial of Service von 1980 stammt von Bolt, Beranek and Newman.
1962 wurde BBN Gründungsgesellschafterin der Ingenieurgesellschaft Müller-BBN GmbH mit Sitz in München. Zu den fünf Gesellschaftern gehörten neben Leo Beranek, der BBN vertrat, die Akustiker Lothar Cremer, Manfred Heckl, Ludwig Schreiber sowie Helmut A. Müller. BBN verkaufte 1972 seine Anteile an Leo Beranek und damalige Mitarbeiter von Müller-BBN. Der Unternehmensname wurde in Müller-BBM geändert.
Mitte der 1980er Jahre gehörte nicht nur das Tochterunternehmen BBN Communications in den Vereinigten Staaten zur Unternehmensgruppe, sondern beispielsweise auch BBN Communications U.K. in Großbritannien und BBN Computer in Hongkong. Zugleich untersuchte BBN beispielsweise mehrfach Auswirkungen von Industrielärm auf Wale.
Seit 2009 ist BBN Technologies eine Tochtergesellschaft des US-amerikanischen Rüstungs- und Technologiekonzerns Raytheon, der 2020 mit United Technologies zur RTX Corporation fusionierte.